# AKB600sec.
『AKB600sec.』（エーケービーろくまるまるセカンズ）は、日本テレビで2010年7月5日から29日の深夜に放送されたバラエティ番組。
その完全収録版である『AKB5400sec.』（エーケービーごーよんまるまるセカンズ）についてもこの項で述べる。

## 概要
AKB48メンバーの1日を完全尾行し、600秒のVTRにまとめたドキュメント番組である。ドキュメント風の番組のため、尾行や覗くといった言葉を多用しているが、隠し撮りやドッキリなどの言葉は使用していない。
未放送分を含めたロケ素材などを収録した『AKB5400sec.』が、密着メンバーごとにmicroSDで発売された。尚、日テレ屋Web（HP及び携帯）での購入受付が2010年8月31日23:59をもって終了し、次の販売手段が正式発表される迄は購入が不可能となっている。
CS日テレプラスで編成された特別企画｢AKB600sec.超拡大版 AKB5400sec.24時間ずっと一緒♪｣ではmicroSDに収録された映像を一切編集せずにそのままの形で放送したため、地上波版とは違って、オープニング曲とエンディング曲は流されなかった。

## 出演者
- AKB48

## 放送日程
| 回 | 放送日             | 放送時間      | 密着メンバー | 他出演メンバー                                     |
| -- | ------------------ | ------------- | ------------ | -------------------------------------------------- |
| 1  | 2010年 7月5日      | 25:29 - 25:44 | 板野友美     |                                                    |
| 2  | 7月6日             | 24:59 - 25:14 | 小嶋陽菜     | 高橋みなみ                                         |
| 3  | 7月7日             | 25:14 - 25:29 | 柏木由紀     | 佐藤亜美菜・宮崎美穂                               |
| 4  | 7月8日             | 25:08 - 25:23 | 大島優子     | 北原里英・指原莉乃・峯岸みなみ・野呂佳代・秋元才加 |
| 5  | 7月12日            | 25:09 - 25:24 | 高橋みなみ   |                                                    |
| 6  | 7月13日            | 25:09 - 25:24 | 前田敦子     | 佐藤由加理                                         |
| 7  | 7月14日            | 25:09 - 25:24 | 宮澤佐江     |                                                    |
| 8  | 7月15日            | 25:18 - 25:33 | 篠田麻里子   |                                                    |
| 9  | 7月19日            | 24:59 - 25:14 | 秋元才加     |                                                    |
| 10 | 7月20日            | 25:29 - 25:44 | 峯岸みなみ   |                                                    |
| 11 | 7月21日            | 24:59 - 25:14 | 河西智美     |                                                    |
| 12 | 7月22日            | 25:08 - 25:23 | 高城亜樹     |                                                    |
| 13 | 7月26日            | 24:59 - 25:14 | 北原里英     | 大家志津香・佐藤亜美菜・近野莉菜                   |
| 14 | 7月27日            | 24:59 - 25:14 | 宮崎美穂     |                                                    |
| 15 | 7月28日            | 24:59 - 25:14 | 指原莉乃     | 小森美果                                           |
| 16 | 7月29日 （最終回） | 25:08 - 25:23 | 渡辺麻友     | 平嶋夏海                                           |

## ネット局
| 放送対象地域   | 放送局             | 放送期間                               | 放送日時                                                       | 備考                                                                           |
| -------------- | ------------------ | -------------------------------------- | -------------------------------------------------------------- | ------------------------------------------------------------------------------ |
| 関東広域圏     | 日本テレビ         | 2010年7月5日 - 7月29日                 | 毎週月曜日 - 木曜日 深夜                                       | 制作局                                                                         |
| 長崎県         | 長崎国際テレビ     | 2010年7月19日 -                        | 毎週月曜日 - 木曜日 深夜                                       |                                                                                |
| 山梨県         | 山梨放送           | 2010年7月19日 -                        | 毎週月曜日 - 木曜日 深夜                                       |                                                                                |
| 愛媛県         | 南海放送           | 2010年7月26日 - 8月19日                | 月曜・火曜 26:05 - 26:20 水曜 26:35 - 26:50 木曜 26:19 - 26:34 |                                                                                |
| 熊本県         | くまもと県民テレビ | 2010年7月26日 - 8月19日                | 毎週月曜日 - 木曜日 深夜                                       |                                                                                |
| 岩手県         | テレビ岩手         | 2010年7月26日 - 8月5日                 | 月曜 - 水曜 27:18 - 27:48 木曜 27:14 - 27:44                   | 2回分ずつ放送                                                                  |
| 長野県         | テレビ信州         | 2010年7月27日 - 29日、8月2日 - 6日深夜 |                                                                | 2回分ずつ放送                                                                  |
| 静岡県         | 静岡第一テレビ     | 2010年7月30日・8月6日深夜              | 25時15分 - 27時15分                                            | 前後編形式、8作品一挙放送                                                      |
| 大分県         | テレビ大分         | 2010年8月2日 - 8月26日                 | 毎週月曜日 - 木曜日深夜                                        |                                                                                |
| 近畿広域圏     | 読売テレビ         | 2010年8月4・6・11・13日深夜            |                                                                | 4回分ずつ放送                                                                  |
| 香川県・岡山県 | 西日本放送         | 2010年8月8・9・12・14 - 16・19日深夜   |                                                                | 8月8日は4回分、それ以外の日は2回分ずつ放送                                     |
| CS放送         | 日テレプラス       | 2010年8月21日 - 22日                   | 19:00 - 翌19:00                                                | 「AKB600sec.超拡大版 AKB5400sec.24時間ずっと一緒♪」としてmicroSD収録分全編放送 |

## スタッフ
- 企画協力：秋元康
- 構成：三田卓人
- TK：桜井えみこ
- 音効：高取謙（Thee BLUEBEAT）
- 編集・MA：読売映像
- ナレーター：波多野貴仁
- 協力：AKS
- 編成：脇山浩一
- 広報：鎌田淳平
- 制作協力：Ecompany
- AP：内藤梨恵子（Ecompany）
- 製作進行：小森節子
- デスク：寺田あゆみ
- ビジネスプロデューサー：原園明彦
- コンテンツプロデューサー：大野哲哉
- ディレクター：八島崇行（1・7）、吉岡大介（1・2・12・16）、森栄一郎（2・9、オンリー・ワン）、森下剛（3・13）、小岩井佑樹（4・10・15）、山下朋洋（5・8）、野上貢（6・14）、佐野浩巳（7、オフィス・ケーアール）、宇野慎也（8）、川口信祥（11）、藤原耕治（12）
- プロデューサー：遠藤正累、前田直敬、佐々木俊勝（Ecompany）
- 企画演出兼プロデューサー：毛利忍
- チーフプロデューサー：藤井淳
- 製作著作：日本テレビ

## 主題歌
- オープニング曲
  - 大声ダイヤモンド
- エンディング曲
  - 涙のシーソーゲーム

## 番組microSD
- AKB5400sec.

1. 板野友美（2010年7月5日）
2. 小嶋陽菜（2010年7月6日）
3. 柏木由紀（2010年7月7日）
4. 大島優子（2010年7月8日）
5. 高橋みなみ（2010年7月12日）
6. 前田敦子（2010年7月13日）
7. 宮澤佐江（2010年7月14日）
8. 篠田麻里子（2010年7月15日）
9. 秋元才加（2010年7月19日）
10. 峯岸みなみ（2010年7月20日）
11. 河西智美（2010年7月21日）
12. 高城亜樹（2010年7月22日）
13. 北原里英（2010年7月26日）
14. 宮崎美穂（2010年7月27日）
15. 指原莉乃（2010年7月28日）
16. 渡辺麻友（2010年7月29日）

購入特典（各タイトルごと）
- メンバー直筆サイン入りパッケージ（抽選で各100名）
- 9月10日（予定）に行われる購入者限定イベントの参加（抽選で各10名）